# William Parker, 13. Baron Morley

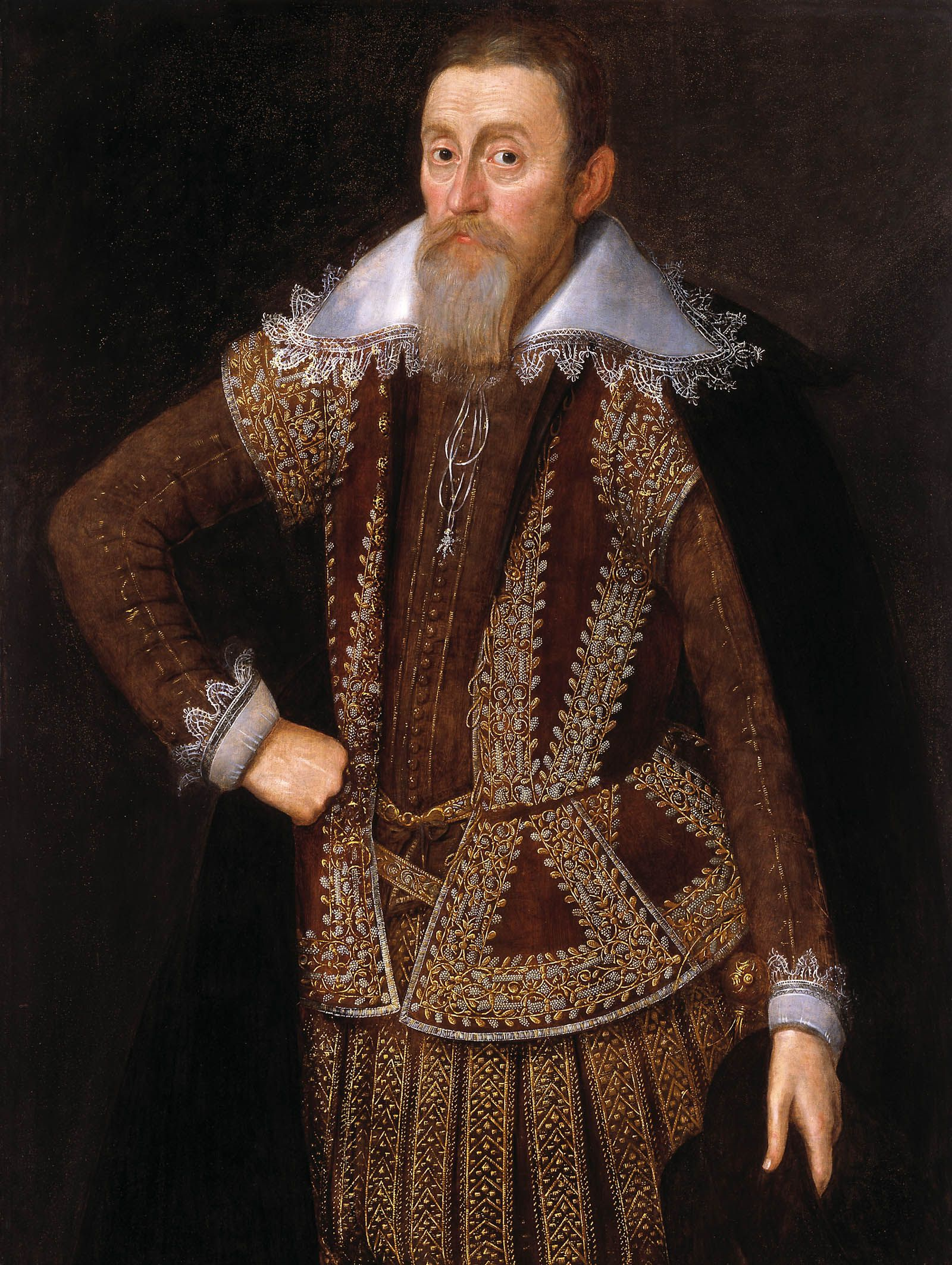
William Parker, 5. Baron Monteagle, um 1615

William Parker, 13. Baron Morley, 5. Baron Monteagle (* 1575; † 1. Juli 1622) war ein englischer Peer.
Er war der Sohn und Erbe von Edward Parker, 12. Baron Morley und dessen Gattin Elizabeth Stanley, 4. Baroness Monteagle. Beim Tod seiner Mutter beerbte er diese 1585 als 5. Baron Monteagle. Beim Tod seines Vaters erbte er 1618 auch dessen Titel als 13. Baron Morley einschließlich des Erbamtes des Marshal of Ireland.
1589 heiratete er Elizabeth Tresham (1573–1648), Tochter des Sir Thomas Tresham (1543–1605). Mit ihr hatte er sechs Kinder:
- Henry Parker, 14. Baron Morley, 6. Baron Monteagle
- William Parker
- Charles Parker
- Frances Parker, Nonne
- Catherine Parker, ⚭ John Savage, 2. Earl Rivers
- Elizabeth Parker, ⚭ Edward Cranfield

Sein Schwager Francis Tresham war ein Mitverschwörer des Gunpowder Plot. Am 26. Oktober 1605 erhielt William Parker einen Brief, der ihm empfahl, sich unter einem Vorwand von der Parlamentseröffnung fernzuhalten, da das Haus „einen Schlag erhalten“ werde. Dieses Schreiben reichte er an Robert Cecil, 1. Earl of Salisbury weiter, der dem König davon berichtete. Am Morgen des 5. November 1605 nahm er an der Inspektion der Keller unter dem Parlament teil, bei dem der dort eingelagerte Sprengstoff entdeckt wurde. Der König schenkte ihm als Belohnung für seine Treue Geld und Ländereien.
Bei seinem Tod, 1622, erbte sein Sohn Henry seine Titel.